# Red Bull RB9
Der Red Bull RB9 ist der Formel-1-Rennwagen von Infiniti Red Bull Racing für die Formel-1-Saison 2013. Er ist der neunte Formel-1-Wagen des Teams. Der Wagen wurde am 3. Februar 2013 in Milton Keynes vorgestellt. Die Präsentation wurde auf der Internetplattform YouTube live übertragen.

## Technik und Entwicklung
Der RB9 ist das Nachfolgemodell und eine Weiterentwicklung des RB8. Äußerlich unterscheidet sich das Fahrzeug nur in wenigen Details vom Vorgänger. Allerdings wurden viele Teile überarbeitet, unter anderem die Steifigkeit des Frontflügels erhöht. Der „Nasenhöcker“ wird nur minimal durch die neu eingeführte Eitelkeitsblende versteckt. Angetrieben wird der von Adrian Newey entwickelte Wagen von einem „Renault RS27 – 2013“ genannten V8-Motor mit 2,4 Liter Hubraum, der eine Leistung von rund 550 kW (≈750 PS) entwickelt. Das Bremssystem kommt von Brembo, die Räder stellt OZ Racing bereit und die Reifen kommen vom Einheitslieferanten Pirelli.
Wie alle Formel-1-Fahrzeuge der Saison 2013 ist der RB9 mit dem Kinetic Energy Recovery System (KERS) und dem Drag Reduction System (DRS) ausgerüstet.

## Lackierung und Sponsoring
Die Grundfarben des Red Bull RB9 sind Dunkelblau und Lila. Auf dem Fahrzeug sind neben Sponsorenaufklebern von Infiniti auf den Seitenkästen großflächige Aufkleber von Red Bull platziert, auf der Motorhaube und an der Nase das Red-Bull-Logo, auf Front- und Heckflügel der Red-Bull-Schriftzug. Weitere Sponsoren auf dem Fahrzeug sind Rauch, Renault und Total.

## Fahrer
Red Bull trat auch 2013 mit dem Fahrerduo Sebastian Vettel und Mark Webber an. Vettel setzte in jenem Jahr die Tradition fort, den von ihm verwendeten Chassis Mädchennamen zu geben. Der RB9 erhielt als Reminiszenz an Heidi Klum die Bezeichnung „Hungry Heidi“.

## Ergebnisse
| Fahrer               | Nr.                  | 1 | 2 | 3   | 4 | 5 | 6 | 7 | 8   | 9 | 10 | 11 | 12 | 13  | 14  | 15 | 16  | 17 | 18 | 19 | Punkte | Rang |
| -------------------- | -------------------- | - | - | --- | - | - | - | - | --- | - | -- | -- | -- | --- | --- | -- | --- | -- | -- | -- | ------ | ---- |
| Formel-1-Saison 2013 | Formel-1-Saison 2013 |   |   |     |   |   |   |   |     |   |    |    |    |     |     |    |     |    |    |    | 596    | 1.   |
| S. Vettel            | 1                    | 3 | 1 | 4   | 1 | 4 | 2 | 1 | DNF | 1 | 3  | 1  | 1  | 1   | 1   | 1  | 1   | 1  | 1  | 1  | 596    | 1.   |
| M. Webber            | 2                    | 6 | 2 | DNF | 7 | 5 | 3 | 4 | 2   | 7 | 4  | 5  | 3  | 15* | DNF | 2  | DNF | 2  | 3  | 2  | 596    | 1.   |

| Legende  | Legende            | Legende                                                          |
| Farbe    | Abkürzung          | Bedeutung                                                        |
| -------- | ------------------ | ---------------------------------------------------------------- |
| Gold     | –                  | Sieg                                                             |
| Silber   | –                  | 2. Platz                                                         |
| Bronze   | –                  | 3. Platz                                                         |
| Grün     | –                  | Platzierung in den Punkten                                       |
| Blau     | –                  | Klassifiziert außerhalb der Punkteränge                          |
| Violett  | DNF                | Rennen nicht beendet (did not finish)                            |
| Violett  | NC                 | nicht klassifiziert (not classified)                             |
| Rot      | DNQ                | nicht qualifiziert (did not qualify)                             |
| Rot      | DNPQ               | in Vorqualifikation gescheitert (did not pre-qualify)            |
| Schwarz  | DSQ                | disqualifiziert (disqualified)                                   |
| Weiß     | DNS                | nicht am Start (did not start)                                   |
| Weiß     | WD                 | zurückgezogen (withdrawn)                                        |
| Hellblau | PO                 | nur am Training teilgenommen (practiced only)                    |
| Hellblau | TD                 | Freitags-Testfahrer (test driver)                                |
| ohne     | DNP                | nicht am Training teilgenommen (did not practice)                |
| ohne     | INJ                | verletzt oder krank (injured)                                    |
| ohne     | EX                 | ausgeschlossen (excluded)                                        |
| ohne     | DNA                | nicht erschienen (did not arrive)                                |
| ohne     | C                  | Rennen abgesagt (cancelled)                                      |
| ohne     | keine WM-Teilnahme |                                                                  |
| sonstige | P/fett             | Pole-Position                                                    |
| sonstige | 1/2/3/4/5/6/7/8    | Punktplatzierung im Sprint-/Qualifikationsrennen                 |
| sonstige | SR/kursiv          | Schnellste Rennrunde                                             |
| sonstige | *                  | nicht im Ziel, aufgrund der zurückgelegten Distanz aber gewertet |
| sonstige | ()                 | Streichresultate                                                 |
| sonstige | unterstrichen      | Führender in der Gesamtwertung                                   |